# Salvador Allende
Salvador Guillermo Allende Gossens (Valparaíso, 26 juni 1908 – Santiago, 11 september 1973) was een Chileens socialistisch politicus. Van 1970 tot aan zijn dood was hij president van Chili.

## Jonge jaren
Allende was de zoon van Salvador Allende Castro en Laura Gossens Uribe en via zijn moeder gedeeltelijk van Belgische afkomst. Hij studeerde geneeskunde en was reeds tijdens zijn studie actief als geëngageerd studentenleider. In 1933 richtte hij de Socialistische Partij van Chili (PSCh) op. Na enige jaren als arts gewerkt te hebben werd hij in 1937 verkozen tot parlementslid. Van 1939 tot 1942 was hij minister van Gezondheid in de volksfrontregering van Pedro Aguirre Cerda. In 1945 werd hij senator en van 1965 tot 1969 trad hij op als voorzitter van de Senaat.

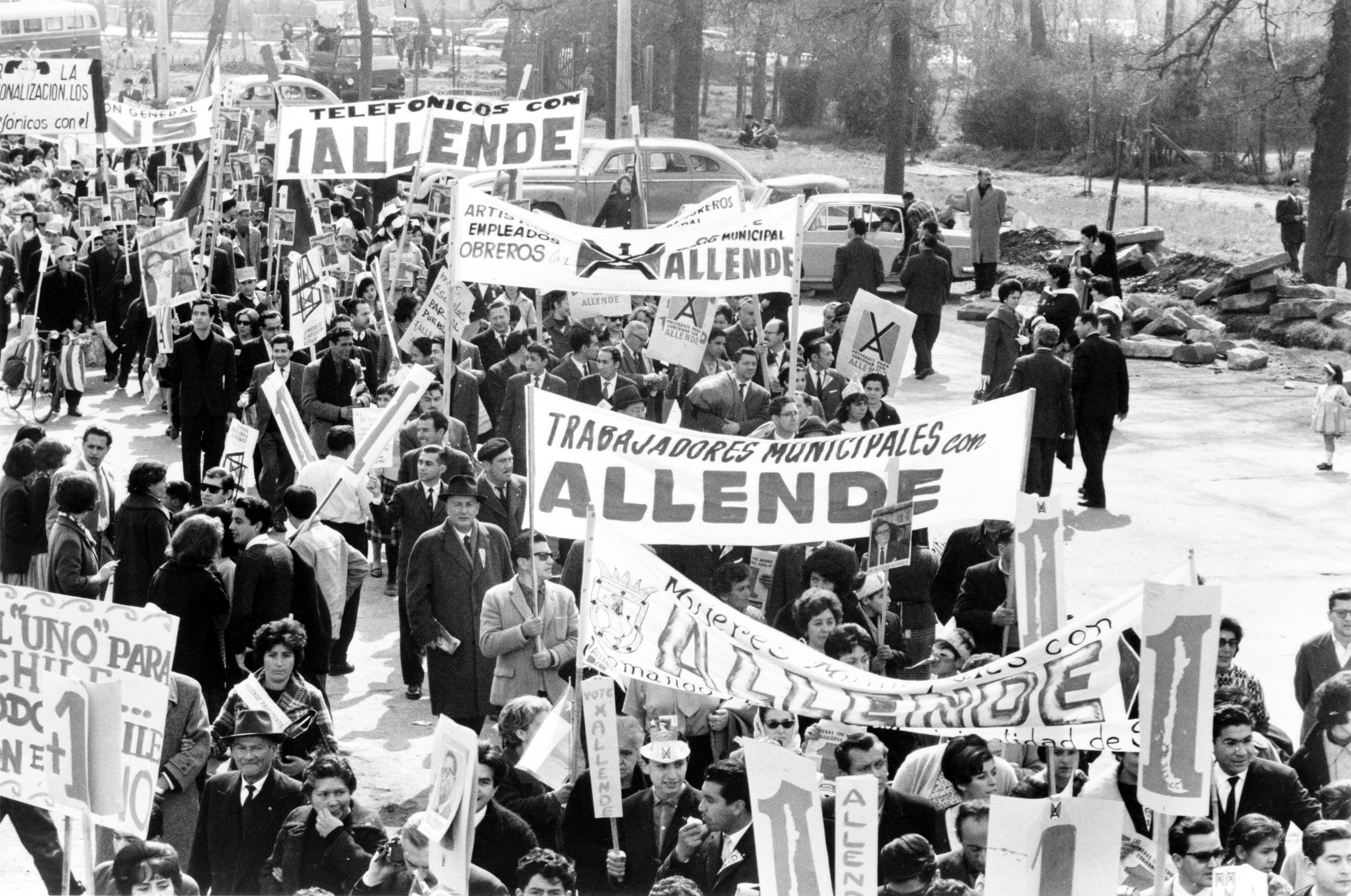
Demonstratie van Allende-aanhangers, 1964

In de verkiezingsjaren 1952, 1958 en 1964 maakte Salvador Allende, aan het hoofd van een coalitie van socialisten, sociaaldemocraten en communisten, weinig kans als presidentskandidaat, maar meer succes boekte hij in 1970, toen hij het Volksfront (Unidad Popular, UP), een coalitie van socialistische, communistische en links-liberale partijen, aanvoerde en op 4 september, met 36,3 %, ruim een derde van de stemmen behaalde. Allende versloeg hiermee de christendemocraat Radomiro Tomic, 27,8 %, een partijgenoot van zittend president Eduardo Frei Montalva, alsmede de rechtse voormalig president Jorge Alessandri 34,8 %. Daar geen van de presidentskandidaten een absolute meerderheid had behaald, moest het Congres de president aanwijzen onder de twee kandidaten met de meeste stemmen, te weten Allende en Alessandri. Op 24 oktober werd Salvador Allende door het Congres tot president gekozen, met steun van de christendemocraten, die van hem vooraf garanties eisten voor handhaving van de democratie, de burgerlijke vrijheden en vrijemarkteconomie.

## President
In zijn streven langs parlementaire weg een socialistische maatschappij in Chili tot stand te brengen, het zogenoemde Chileense experiment, zag Allende zich geconfronteerd met een rechtse oppositie en een instabiele politieke situatie, die nog werd verergerd door een gedeeltelijk door hemzelf gecreëerde economische crisis. Hoewel de economische resultaten van de eerste twee jaren van zijn regering overwegend positief waren, kwam het land vanaf 1972 door een daling van de koperprijs, verschillende onverstandige beslissingen van zijn regering en economische sabotage door de Verenigde Staten in zware economische moeilijkheden. Bij de parlementsverkiezingen van 4 maart 1973 slaagde de rechtse oppositie er niet in een tweederdemeerderheid te behalen nodig om de president af te zetten. Integendeel, het Volksfront was met 43,4% van de stemmen winnaar van de verkiezingen. Maar dit was onvoldoende om de rechtse meerderheid in het parlement te breken. De patstelling hield aan. Het Volksfront was verdeeld: Allende en de communisten wilden concessies doen aan de oppositie, terwijl de linkse vleugel van de sociaaldemocraten hiertegen was.
Op 29 juni 1973 vond een mislukte militaire staatsgreep plaats. Gesprekken tussen de regering en de christendemocraten leidden niet tot een verzoening en op 22 augustus nam het parlement een motie aan waarin de regering-Allende beschuldigd werd de wet te overtreden. Carlos Prats, die de putch van 29 juni nog had verhinderd, werd vervangen door Augusto Pinochet als opperbevelhebber van het leger.

## Staatsgreep
Aan Allende's regering werd op 11 september 1973 een einde gemaakt door een rechtse militaire staatsgreep (putsch), uitgevoerd door generaal Augusto Pinochet, waarbij Salvador Allende om het leven kwam.  Om acht uur 's morgens hield president Allende zijn laatste redevoering voor de radio. De Chileense luchtmacht had toen reeds de meeste radiostations die trouw bleven aan de wettelijke democratische regering gebombardeerd. Slechts enkele stations konden de laatste woorden van Allende aan  het Chileense volk uitzenden.
„Dit is zeker de laatste gelegenheid mij tot het volk te wenden. […] Mij blijft niets anders over dan tot de arbeiders te zeggen: Ik zal niet opgeven! Op dit historisch ogenblik zal ik mijn trouw aan het volk met mijn leven betalen."
In de westerse wereld werd en wordt door historici algemeen aangenomen, dat Allende met een wapen uit Cuba zelfmoord beging, terwijl in het Oostblok en onder linkse historici hieraan getwijfeld wordt. Zijn directe familie en zelfs voormalige vertrouwelingen twijfelen echter niet aan zijn zelfdoding. Een van zijn artsen en twee lijfwachten hebben de dode Allende gezien in het Moneda-paleis, half liggend op een bank, door het hoofd geschoten met de van Fidel Castro gekregen AK-47, vlak na Allende's afscheid van hen drieën en andere vertrouwelingen en kort vóór de inname van het paleis door Pinochets troepen.
De Chileense staat heeft in juni 2011 het onderzoek naar de doodsoorzaak van Allende en Pablo Neruda heropend. De uitkomst hiervan, dat hij inderdaad zelfmoord had gepleegd, werd op 19 juli 2011 door Isabel Allende Bussi bevestigd.

### Buitenlandse betrokkenheid
Daarnaast zijn er inmiddels meerdere bronnen openbaar gemaakt waaruit blijkt dat de CIA Pinochet en zijn handlangers daadwerkelijk gesteund heeft in hun greep naar de macht. De machtswisseling kwam de Amerikanen zeer goed uit: de marxist Allende zat hen sowieso al niet lekker, onder meer vanwege de nationalisering van de koperindustrie, die voorheen in handen was van Amerikaanse bedrijven en ze waren bang dat Allende een communistische revolutie plande.
Op gezag van president Bill Clinton werden in oktober 1999 zo'n 1100 regeringsdocumenten vrijgegeven die inzicht gaven in de betrokkenheid van de Verenigde Staten bij de voorbereiding van de militaire coup. Een van die documenten beschrijft substantiële toename in financiële bijdragen (van minder dan een miljoen dollar tot meer dan tien miljoen dollar) in 1972. In 2003 verklaarde minister van Buitenlandse Zaken Colin Powell in een televisie-interview dat wat er in Chili en met Allende gebeurd is in de jaren zeventig niet iets is waar men trots op kan zijn als onderdeel van de Amerikaanse geschiedenis.
Op 6 oktober 2004 kondigde het Lagerhuis van Chili aan dat het een onderzoek zou beginnen naar de activiteiten van de CIA in Chili gedurende enkele tientallen jaren en in het bijzonder naar de inspanningen van de CIA gericht op het verhinderen van Allende's verkiezing in 1970.
Weer andere bronnen spreken over de Braziliaanse geheime dienst die een belangrijke rol zou hebben gespeeld in het omverwerpen van Allende's regering.

## Eerbewijs en kritiek

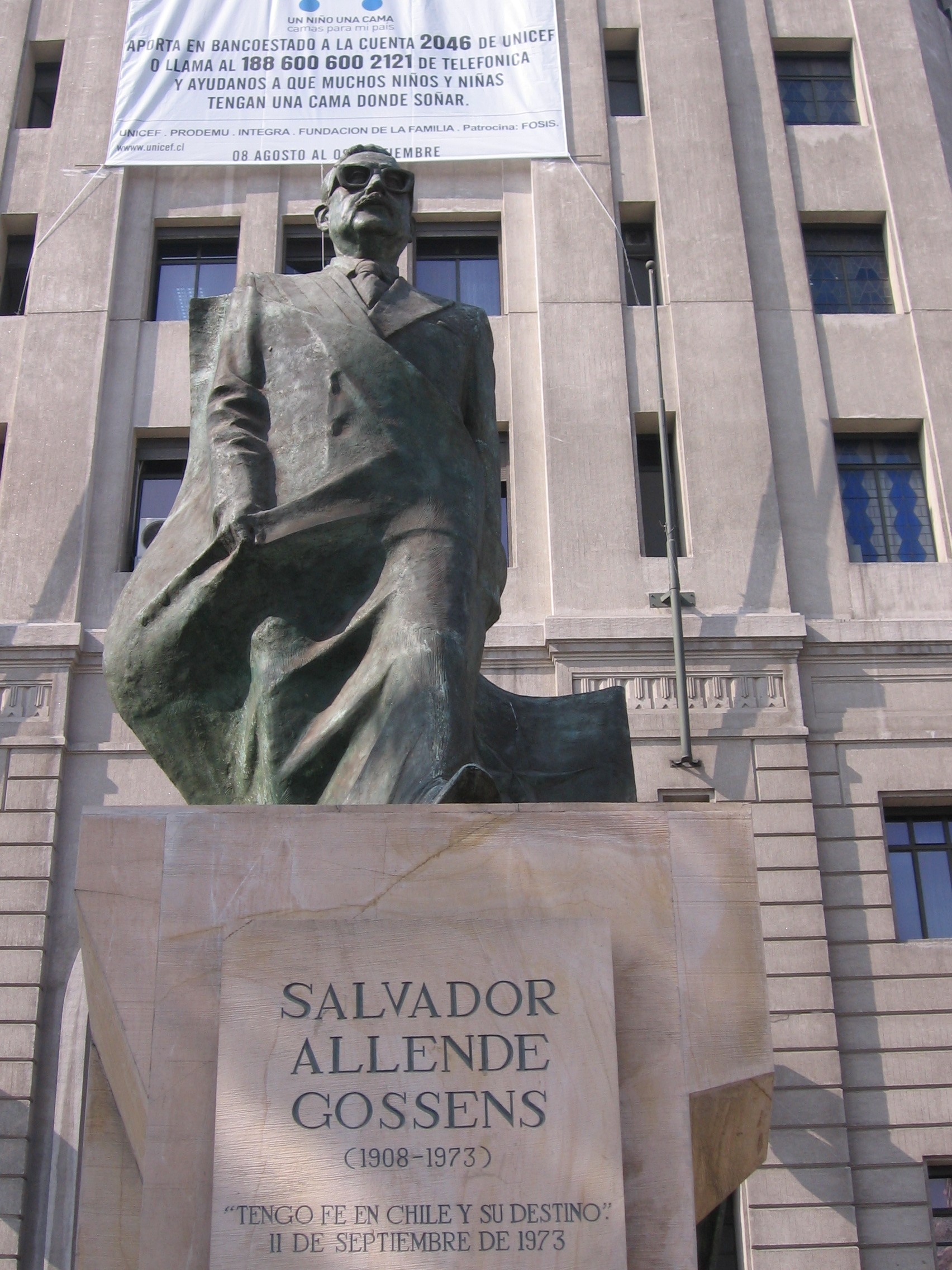
Standbeeld in Santiago

Op 4 september 1990 vond op de centrale begraafplaats van Santiago de herbegrafenis plaats van Allende, wiens stoffelijk overschot 17 jaar lang in een naamloos graf in Viña del Mar had gelegen.
In de jaren na zijn dood werd Allende een held voor vele linkse mensen, ook in Europa. Een bekende uiting van respect aan Allende en het volkslied van links Zuid-Amerika werd het lied ¡El pueblo unido jamás será vencido! van Sergio Ortega. Zijn imago kreeg echter een behoorlijke deuk in 2005 toen een boek verscheen over zijn doctoraalscriptie uit 1933. Daarin zou Allende racistische, homofobe en antisemitische denkbeelden hebben geuit. Het bleek echter dat Allende een andere auteur geciteerd had en diens racistische uitspraken verderop in zijn scriptie relativeerde. Ook werd zijn competentie op sociaaleconomisch gebied in twijfel getrokken door een BBC-documentaire in 2006.
In het Donaupark in de Oostenrijkse hoofdstad Wenen werd een monument voor hem onthuld.

## Familie
Allende was gehuwd met Hortensia Bussi. De schrijfster Isabel Allende (1942) is een achternicht van hem.
- Bibsys: 90364437
- Biblioteca Nacional de Chile: 000037057
- Biblioteca Nacional de España: XX826611
- Bibliothèque nationale de France: cb11888506q (data)
- Catàleg d'autoritats de noms i títols de Catalunya: 981058507501806706
- CiNii: DA05123165
- Gemeinsame Normdatei: 118502085
- International Standard Name Identifier: 0000 0001 2144 6616
- Library of Congress Control Number: n50022993
- MusicBrainz: c5917c54-03c7-4009-b0d8-b012e8aed5fb
- National Archives and Records Administration: 10580511
- Bibliotheek van het Japanse parlement: 00431313
- Nationale Bibliotheek van Tsjechië: jn19990000120
- Nationale bibliotheek van Australië: 35003625
- Nationale Bibliotheek van Israël: 987007257666405171
- Nationale Bibliotheek van Polen: a0000001749472
- Nederlandse Thesaurus van Auteursnamen: 070229678
- Istituto Centrale per il Catalogo Unico: RAVV057229
- LIBRIS: 291576
- SNAC: w6wd4trb
- Système universitaire de documentation: 028151852
- Trove: 785891
- Virtual International Authority File: 97618187
- WorldCat: E39PBJmTqGjDxb9g8cM3ktvyh3

Manuel Blanco ·
Agustín Eyzaguirre ·
Ramón Freire ·
Francisco Antonio Pinto ·
Ramón Vicuña ·
Francisco Ruiz-Tagle ·
José Tomás Ovalle ·
Fernando Errázuriz ·
José Joaquín Prieto Vial ·
Manuel Bulnes ·
Manuel Montt ·
José Joaquín Pérez ·
Federico Errázuriz ·
Aníbal Pinto ·
Domingo Santa María ·
Manuel Balmaceda ·
Manuel Baquedano · 
Jorge Montt ·
Federico Errázuriz ·
Aníbal Zañartu ·
Germán Riesco ·
Pedro Montt ·
Elías Fernández ·
Emiliano Figueroa ·
Ramón Barros ·
Juan Luis Sanfuentes ·
Arturo Alessandri ·
Luis Altamirano ·
Pedro Pablo Dartnell ·
Emilio Bello Codesido ·
Arturo Alessandri ·
Luis Barros ·
Emiliano Figueroa ·
Carlos Ibáñez ·
Pedro Opaso ·
Manuel Trucco ·
Juan Esteban Montero ·
Arturo Puga ·
Carlos Dávila ·
Bartolomé Blanche Espejo ·
Abraham Oyanedel ·
Arturo Alessandri ·
Pedro Aguirre Cerda ·
Jerónimo Méndez ·
Juan Antonio Ríos ·
Alfredo Duhalde ·
Vicente Merino ·
Alfredo Duhalde ·
Juan Antonio Iribarren · 
Gabriel González ·
Carlos Ibáñez ·
Jorge Alessandri ·
Eduardo Frei Montalva ·
Salvador Allende ·
Augusto Pinochet ·
Patricio Aylwin ·
Eduardo Frei Ruiz-Tagle ·
Ricardo Lagos ·
Michelle Bachelet ·
Sebastián Piñera ·
Michelle Bachelet ·
Sebastián Piñera ·
Gabriel Boric